# Jürgen Melzer (Maler)
Jürgen Melzer (* 22. Januar 1941 in Berlin) ist ein deutscher Maler und Grafiker.

## Leben und Werk
Jürgen Melzer wuchs in Mittweida auf. Er absolvierte eine Lehre als Maler und besuchte ein Jahr lang die Musikschule in Karl-Marx-Stadt. Dann leistete er Grundwehrdienst bei der NVA. Dabei fiel er seinen Vorgesetzten durch Bilder auf, die er für die Wandzeitung malte, und sie rieten ihm, Kunst zu studieren. Nach dem Abitur an der Arbeiter- und Bauernfakultät für bildende Kunst der Hochschule für Bildende Künste (HfBK) Dresden studierte Melzer von 1961 bis 1968 im Fach Tafelbild an der HfBK. Seine Lehrer waren Rudolf Bergander, Erich Hering, Günter Horlbeck, Paul Michaelis, Gerhard Stengel und Franz Tippel. 
Seit dem Diplomabschluss arbeitet Melzer als freischaffender Künstler. Er wohnte anfangs in Ludwigsfelde und hatte sein Atelier in Zossen. Als unbekannter Künstler hatte er es anfangs nicht leicht, bis er endlich Aufträge erhielt, u. a. vom VEB Automobilwerke Ludwigsfelde, vom Agrochemischen Zentrum Dabendorf und von der LPG Milchproduktion Baruth.
2018 zog Melzer mit seiner Ehefrau Jutta nach Dabendorf, wo sie schon vor der deutschen Wiedervereinigung ein Haus erworben hatten. Neben freien malerischen und grafischen Arbeiten betätigt Melzer sich auch als Bildrestaurator. Als Auftragsarbeiten schuf er baugebundene Werke.
Bevor Melzer ein Tafelbild fertigstellt, macht er viele Skizzen. „Die Zeichnung ist für mich das Gerüst, um die Malerei herumspannen zu können, der Kern der Formung.“ Melzer bezeichnet sich selbst als „impressiver Expressionist“. Malte er vor der Wiedervereinigung vorwiegend tonig mit mehr grauen Farben, so wurden seine Bilder dann farbiger, manchmal regelrecht krachig.
Neben seiner künstlerischen Arbeit war Melzer immer auch kunstpädagogisch tätig. So war er von 1968 bis 1990 u. a. Leiter von volkskünstlerischen Zirkeln im Automobilwerk Ludwigsfelde, im Kreiskabinett für Kulturarbeit Zossen und im Bezirkskabinett für Kulturarbeit Potsdam und jährlich im Sommer Leiter der Maler in den Ferienlagern Junge Poeten und Maler im Kreis Zossen. Er war Leiter von diversen Werkstätten und Pleinairs in den Bezirken Potsdam und Suhl. Von 1975 bis 2005 war er Dozent für Malerei und Grafik an der Volkshochschule in Luckenwalde, Ludwigsfelde, Zossen und Rangsdorf und von 1990 bis 2000 in Berlin-Tempelhof.
Studienreisen führten ihn in der Zeit der DDR nach Polen und in das sowjetische Mittelasien. Ab 1970 unternahm er mit Künstlerkollegen des Bezirksverbands Potsdam des Verband Bildender Künstler der DDR mehrmals Malreisen nach Groß Zicker.
Melzer hatte in der Zeit der DDR eine große Zahl von Einzelausstellungen im Inland und in 1986 polnischen Nysa und war 1974, 1979, 1981 und 1984 in Potsdam auf den Bezirkskunstausstellungen sowie 1981 auf der Kunstausstellung zum X. Parteitag der SED vertreten.

## Mitgliedschaften
- 1968 bis 1990: Verband Bildender Künstler der DDR
- 1990 bis 1993: Berufsverband Bildender Künstler:innen Brandenburg e.V.

## Werke (Auswahl)
- Sonja II (1971, Mischtechnik, 90 × 67 cm)[1]

## Einzelausstellungen
seit der deutschen Wiedervereinigung (unvollständig)
- 2000: Wünsdorf-Waldstadt, Neue Galerie
- 2001: Glashütte, Galerie Packschuppen
- 2005: Zossen, Alter Krug
- 2010: Zossen, Neue Galerie („Rückblick“)[2]
- 2019/2020: Zossen, Galerie-Café („Unterwegs“)[3]